# Alex Solowitz
Alexander Joshua Solowitz (Los Ángeles, California, 15 de diciembre de 1979) es un actor, cantante y compositor estadounidense, conocido por haber sido miembro de la boy band ficticia 2gether.

## Biografía y vida personal
Solowitz nació en Los Ángeles, California, en el seno de una familia judía. Tiene una hermana menor, Aleeza Solowitz, una columnista que también trabaja en la industria cinematográfica y vive entre Los Ángeles y Nueva York.

## Carrera
Solowitz fue miembro de la boy band ficticia 2gether, en la que interpretó a Mickey Parke. Con este personaje, apareció en la película para televisión homónima del año 2000, así como en la serie de televisión homónima, ambas estrenadas en MTV. Más tarde, apareció en varios programas de televisión, incluidos Everybody Loves Raymond y Just Shoot Me!, ER, No Ordinary Family, Cousin Skeeter, Last Man Standing y Justified.
También apareció como Dave en "One Shot, One Kill", un episodio de la primera temporada de NCIS.
Solowitz apareció en la película Gardens of the Night con John Malkovich. También interpretó a Brett en la película Never Been Kissed de 1999, a Bobby "911" en la película Alpha Dog de 2006, y a Sebastian en la comedia negra de 2012 Small Apartments.
Prestó su voz al personaje Richard Bates en el videojuego LA Noire de 2011, y apareció en la película Bad Country de 2014.